# Nécrose annulaire
La nécrose annulaire est un symptôme de maladies de la pomme de terre qui se manifeste dans la chair des tubercules atteints sous la forme de marques nécrotiques brunes, liégeuses, en anneaux ou en arcs concentriques, accompagnées de taches brunes.
Ce symptôme peut être relié à deux maladies virales causées soit par le virus du rattle du tabac (TRV), qui est transmis par des nématodes des genres Trichodorus et Paratrichodorus, soit par le virus de la fasciation de la pomme de terre (PMTV), qui est transmis par un protiste, Spongospora subterranea f. sp. subterranea, agent de la gale poudreuse.
Des symptômes similaires d'anneaux nécrotiques, superficiels, apparaissent parfois en cas d'infection par le virus Y de la pomme de terre, transmis par des pucerons.